# Culture II
Culture II to trzeci studyjny album amerykańskiego tria hip hopowego Migos. Został wydany 26 stycznia 2018 roku jako podwójny CD przez wytwórnie Capitol Records i Motown oraz 27 lipca tego samego roku jako potrójny LP przez Quality Control Music. Wersja kompaktowa Culture II składa się z 24 utworów, w których gościnnie wystąpili: 21 Savage, Drake, Gucci Mane, Travis Scott, Ty Dolla Sign, Big Sean, Nicki Minaj, Cardi B, Post Malone i 2 Chainz. Producentem wykonawczym był Quavo, innymi producentami byli m.in. Metro Boomin, Buddah Bless, Kanye West, Pharrell Williams i Murda Beatz. Album jest kontynuacją poprzedniego albumu Migos o nazwie Culture.
Culture II posiada cztery single: „MotorSport”, „Stir Fry”, „Walk It Talk It” i „Narcos”, a także singel promocyjny „Supastars”. Album otrzymał pozytywne recenzje od krytyków i zadebiutował na pierwszym miejscu listy Billboard 200.

## Tło
W lipcu 2017 roku pojawiła się plotka, że Culture II znajdowała się na dysku twardym, który utracił jeden z członków grupy Quavo. Migos później jednak potwierdzili, że wkrótce pojawi się singel z albumu. 22 stycznia poinformowano, że Kanye West pomógł wyprodukować album.
W 21 listopada 2017 r., W artykule The New York Times dotyczącym Migos, ujawniono, że data wydania albumu to styczeń 2018 r. 15 stycznia 2018 roku ogłoszono datę premiery na 26 stycznia. Tego samego dnia Quavo zamieścił w internecie fragment piosenki „Culture National Anthem”.
DJ Durel powiedział, że grupa poświęca tylko od 20 do 45 minut na wykonanie każdego utworu.

## Lista utworów
| No. | Tytuł                                                       | Twórcy | Producenci                                                  | Długość |
| --- | ----------------------------------------------------------- | --- | ----------------------------------------------------------- | ------- |
| 1.  | "Higher We Go (Intro)"                                      | - Quavious Marshall - Kiari Cephus - Kirsnick Ball - Leland Wayne - Danny Zook | - Metro Boomin - Quavo                                      | 4:15    |
| 2.  | "Supastars"                                                 | - Marshall - Cephus - Ball - Carlton Mays, Jr. - Tyron Douglas - Daryl McPherson | - Da Honorable C.N.O.T.E. - Buddah Bless - DJ Durel - Quavo | 4:53    |
| 3.  | "Narcos"                                                    | - Marshall - Cephus - Ball - McPherson - Henry Celestin - Robert Martino | - DJ Durel - Quavo                                          | 4:15    |
| 4.  | "BBO (Bad Bitches Only)" (feat. 21 Savage)                  | - Marshall - Cephus - Ball - Shayaa Abraham-Joseph - Douglas - Kanye West - McPherson - Mike Dean - Earl Moss                                                                                                  | - Buddah Bless - Kanye West - DJ Durel - Quavo - Dean       | 4:11    |
| 5.  | "Auto Pilot"                                                | - Marshall - Cephus - Ball - McPherson | - DJ Durel - Quavo                                          | 4:47    |
| 6.  | "Walk It Talk It" (feat. Drake)                             | - Marshall - Cephus - Ball - Aubrey Graham - Joshua Parker - Andrew Decouto - Jerel Nance - Brian Nash - Donald Jenkins - Montay Humphrey - Frederick Hall - Howard Simmons - Korey Roberson - Harbosky Gordon | - OG Parker - Deko                                          | 4:36    |
| 7.  | "Emoji a Chain"                                             | - Marshall - Cephus - Ball - Wayne - DeaVonte Kimble - Dean | - Metro Boomin - Topp - Dean                                | 5:15    |
| 8.  | "CC" (feat. Gucci Mane)                                     | - Marshall - Cephus - Ball - Radric Davis - McPherson | - DJ Durel - Quavo                                          | 4:19    |
| 9.  | "Stir Fry"                                                  | - Marshall - Cephus - Ball - Pharrell Williams - Harry Palmer | Williams                                                    | 3:10    |
| 10. | "Too Much Jewelry"                                          | - Marshall - Cephus - Ball - Xavier Dotson - Dean | - Metro Boomin - Zaytoven - Dean                            | 4:05    |
| 11. | "Gang Gang"                                                 | - Marshall - Cephus - Ball - Shane Lindstorm - Kurtis McKenzie - Julia Michaels | - Murda Beatz - The Arcade                                  | 3:01    |
| 12. | "White Sand" (feat. Travis Scott, Ty Dolla Sign i Big Sean) | - Marshall - Cephus - Ball - Jacques Webster II - Tyrone Griffin, Jr. - Sean Anderson - McPherson - Wesley Glass                                                                                               | - Wheezy - Quavo - DJ Durel - Ty Dolla Sign - Travis Scott  | 3:22    |

| No.                | Tytuł                                      | Twórcy | Producenci                                            | Długość |
| ------------------ | ------------------------------------------ | --- | ----------------------------------------------------- | ------- |
| 13.                | "Crown the Kings"                          | - Marshall - Cephus - Ball - McPherson - Bob Marley - Peter Tosh                                                                       | - DJ Durel - Quavo                                    | 3:49    |
| 14.                | "Flooded"                                  | - Marshall - Cephus - Ball - McPherson - Nance - Isaac Bynum                                                                           | - Earl the Pearll - DJ Durel                          | 4:30    |
| 15.                | "Beast"                                    | - Marshall - Cephus - Ball - Lindstrom - Ilyas Warsama                                                                                 | - Murda Beatz - Ill.e                                 | 4:20    |
| 16.                | "Open It Up"                               | - Marshall - Cephus - Ball - Ronald LaTour                                                                                             | Cardo                                                 | 4:05    |
| 17.                | "MotorSport" (feat. Nicki Minaj i Cardi B) | - Marshall - Cephus - Ball - Onika Maraj - Belcalis Almanzar - Lindstrom - Kevin Gomringer - Tim Gomringer - Ramón Ayala - Eddie Ávila | - Murda Beatz - Cubeatz                               | 5:03    |
| 18.                | "Movin' Too Fast"                          | - Marshall - Cephus - Ball - Jahceim White - Emmanuel Chrispin - Nance                                                                 | - JSDG - Manny Flexx                                  | 4:23    |
| 19.                | "Work Hard"                                | - Marshall - Cephus - Ball - McPherson - Nance - David Cunningham                                                                      | - DJ Durel - Dun Deal - Quavo                         | 5:17    |
| 20.                | "Notice Me" (feat. Post Malone)            | - Marshall - Cephus - Ball - Austin Post - Trocon Roberts, Jr. - Steven Bolden                                                         | FKi 1st                                               | 3:53    |
| 21.                | "Too Playa" (feat. 2 Chainz)               | - Marshall - Cephus - Ball - Tauheed Epps - McPherson - Lee Buddle                                                                     | - DJ Durel - Quavo                                    | 5:12    |
| 22.                | "Made Men"                                 | - Marshall - Cephus - Ball - Nance - Gary Fountaine - Joshua Cross - Cornell Wheeler, Jr.                                              | - Nonstop da Hitman - Cassius Jay                     | 4:48    |
| 23.                | "Top Down on da Nawf"                      | - Marshall - Cephus - Ball - Ricky Harrell, Jr.                                                                                        | Ricky Racks                                           | 4:55    |
| 24.                | "Culture National Anthem (Outro)"          | - Marshall - Cephus - Ball - William Gaskin - Travond Durham - Joseph Nguyen - Dean                                                    | - Will Major - StaccDaGreatest - FigurezMadeIt - Dean | 4:43    |
| Całkowita długość: | Całkowita długość:                         | Całkowita długość: | Całkowita długość:                                    | 106:18  |

## Pozycje na listach

### Pozycje pod koniec tygodnia
| Lista (2018)                           | Pozycja |
| -------------------------------------- | ------- |
| Australia (ARIA)                       | 13      |
| Austria (Ö3 Austria)                   | 14      |
| Belgia (Ultratop Flanders)             | 8       |
| Belgia (Ultratop Wallonia)             | 18      |
| Kanada (Billboard)                     | 1       |
| Czechy (ČNS IFPI)                      | 16      |
| Dania (Hitlisten)                      | 3       |
| Holandia (Album Top 100)               | 2       |
| Finlandia (Suomen virallinen lista)    | 9       |
| Francja (SNEP)                         | 6       |
| Niemcy (Offizielle Top 100)            | 14      |
| Niemcy (Top 20 Hip Hop)                | 1       |
| Irlandia (IRMA)                        | 10      |
| Włochy (FIMI)                          | 15      |
| Nowa Zelandia (RMNZ)                   | 5       |
| Norwegia (VG-lista)                    | 4       |
| Szkocja (OCC)                          | 63      |
| Szwecja (Sverigetopplistan)            | 11      |
| Szwajcaria (Schweizer Hitparade)       | 5       |
| UK (OCC)                               | 4       |
| USA Billboard 200                      | 1       |
| USA Top R&B/Hip-Hop Albums (Billboard) | 1       |

### Pozycje pod koniec roku
| Lista (2018)                           | Pozycja |
| -------------------------------------- | ------- |
| Australia (ARIA)                       | 64      |
| Belgia (Ultratop Flanders)             | 83      |
| Belgia (Ultratop Wallonia)             | 147     |
| Kanada (Billboard)                     | 12      |
| Dania (Hitlisten)                      | 38      |
| Holandia (MegaCharts)                  | 53      |
| Francja (SNEP)                         | 88      |
| Nowa Zelandia (RMNZ)                   | 36      |
| Korea Południowa (Gaon)                | 98      |
| Szwecja (Sverigetopplistan)            | 92      |
| UK (OCC)                               | 78      |
| USA Billboard 200                      | 10      |
| USA Top R&B/Hip-Hop Albums (Billboard) | 7       |

| Lista (2019)                           | Pozycja |
| -------------------------------------- | ------- |
| USA Billboard 200                      | 76      |
| USA Top R&B/Hip-Hop Albums (Billboard) | 56      |

### Pozycje pod koniec dekady
| Lista (2010–2019) | Pozycja |
| ----------------- | ------- |
| USA Billboard 200 | 71      |

## Certyfikaty i sprzedaż
| Kraj                     | Certyfikat         | Sprzedaż   |
| ------------------------ | ------------------ | ---------- |
| Dania (IFPI Danmark)     | platynowa płyta    | 20 000+    |
| Francja (SNEP)           | złota płyta        | 50 000+    |
| Kanada (MC)              | 2x platynowa płyta | 160 000+   |
| Norwegia (IFPI Norge)    | złota płyta        | 10 000+    |
| Nowa Zelandia (RMNZ)     | złota płyta        | 7 500+     |
| Polska (ZPAV)            | złota płyta        | 10 000+    |
| Stany Zjednoczone (RIAA) | 2x platynowa płyta | 2 000 000+ |
| Wielka Brytania (BPI)    | złota płyta        | 100 000+   |